# Église Saint-André de Voutenay-sur-Cure
L'église de Voutenay-sur-Cure est une église située à Voutenay-sur-Cure, dans le département de l'Yonne,  en France.

## Historique
L'édifice est inscrit au titre des monuments historiques en 1976.

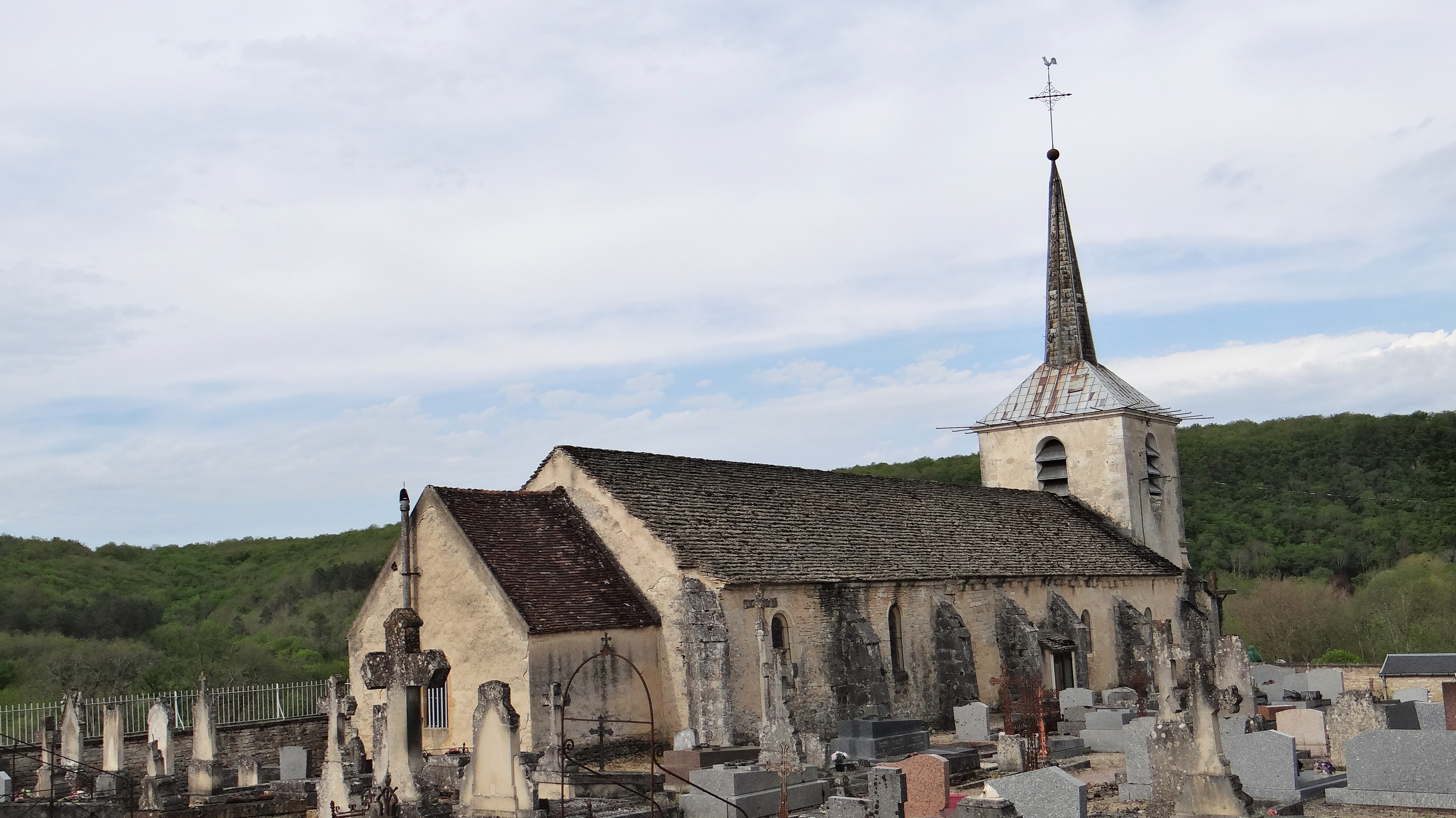
Vue du cimetière.
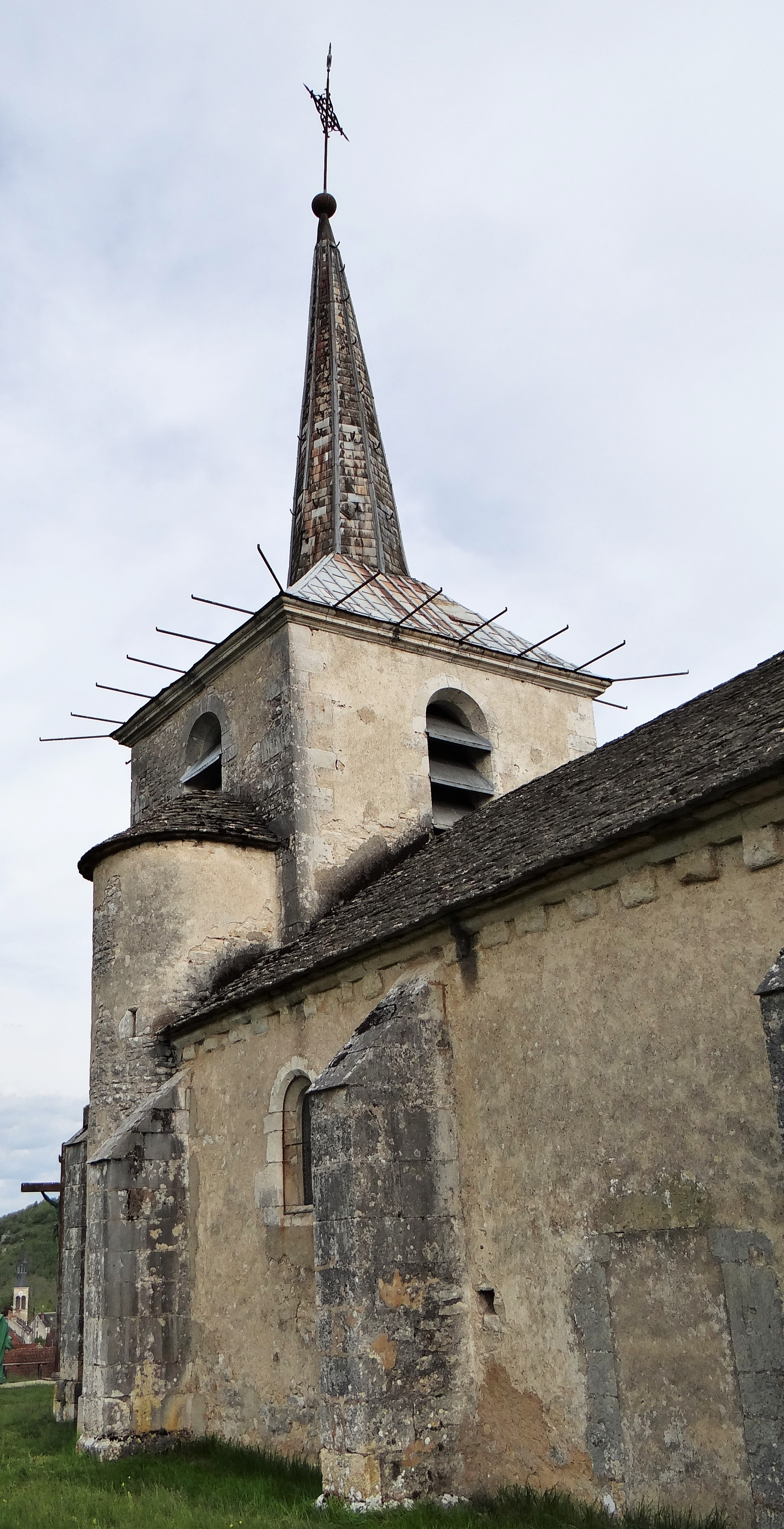
Clocher et sa tourelle.